# Джованні Ланца
Доменіко Джованні Джузеппе Марія Ланца (італ. Domenico Giovanni Giuseppe Maria Lanza; 15 лютого 1810 — 9 березня 1882) — італійський лікар, державний і політичний діяч, прем'єр-міністр Італії від грудня 1869 до липня 1873 року.

## Кар'єра
У 1855—1858 роках займав пост міністра народної просвіти, на якому встиг реформувати італійську шкільну систему. Від 1858 до 1859 року очолював міністерство фінансів. У 1864-1865 роках був міністром внутрішніх справ у кабінеті Ламармори. Від 1869 до 1873 року очолював італійський уряд.